# Titus (usurpador)
Titus o Tit (en llatí Titus) va ser un usurpador del tron imperial romà.
Ocupava el número 32 de la llista dels Trenta Tirans que Trebel·li Pol·lió menciona a l'obra Historia Augusta. Es diu que va mantenir les seves pretensions al tron durant unes quantes setmanes en el regnat de Maximí el Traci (235-238) i que finalment va ser assassinat pels mateixos soldats que l'havien obligat a acceptar la seva proclamació com a emperador. Juli Capitolí diu que el seu nom era Tycus. Herodià el menciona com a Quartinus, que també va existir, però podien ser persones diferents.
Titus era tribú militar dels contingents magrebins i va ser deposat per Maximí el Traci i traslladat a una destinació civil. Després que la revolta de Magne contra Maximí, va ser proclamat emperador pels soldats i va acceptar, ja que si no ho feia temia per la seva vida. Va governar uns sis mesos però finalment Maximí el va derrotar i el va matar.
Estava casat amb Calpúrnia Cesònia, que havia estat sacerdotessa, i de la que es conserva una estàtua.